# Liste von Burgen, Schlössern und Festungen im Département Rhône
Die Liste von Burgen, Schlössern und Festungen im Département Rhône listet bestehende und abgegangene Anlagen im Département Rhône auf. Das Département zählt zur Region Auvergne-Rhône-Alpes in Frankreich.

Wappen des Départements Rhône (69)
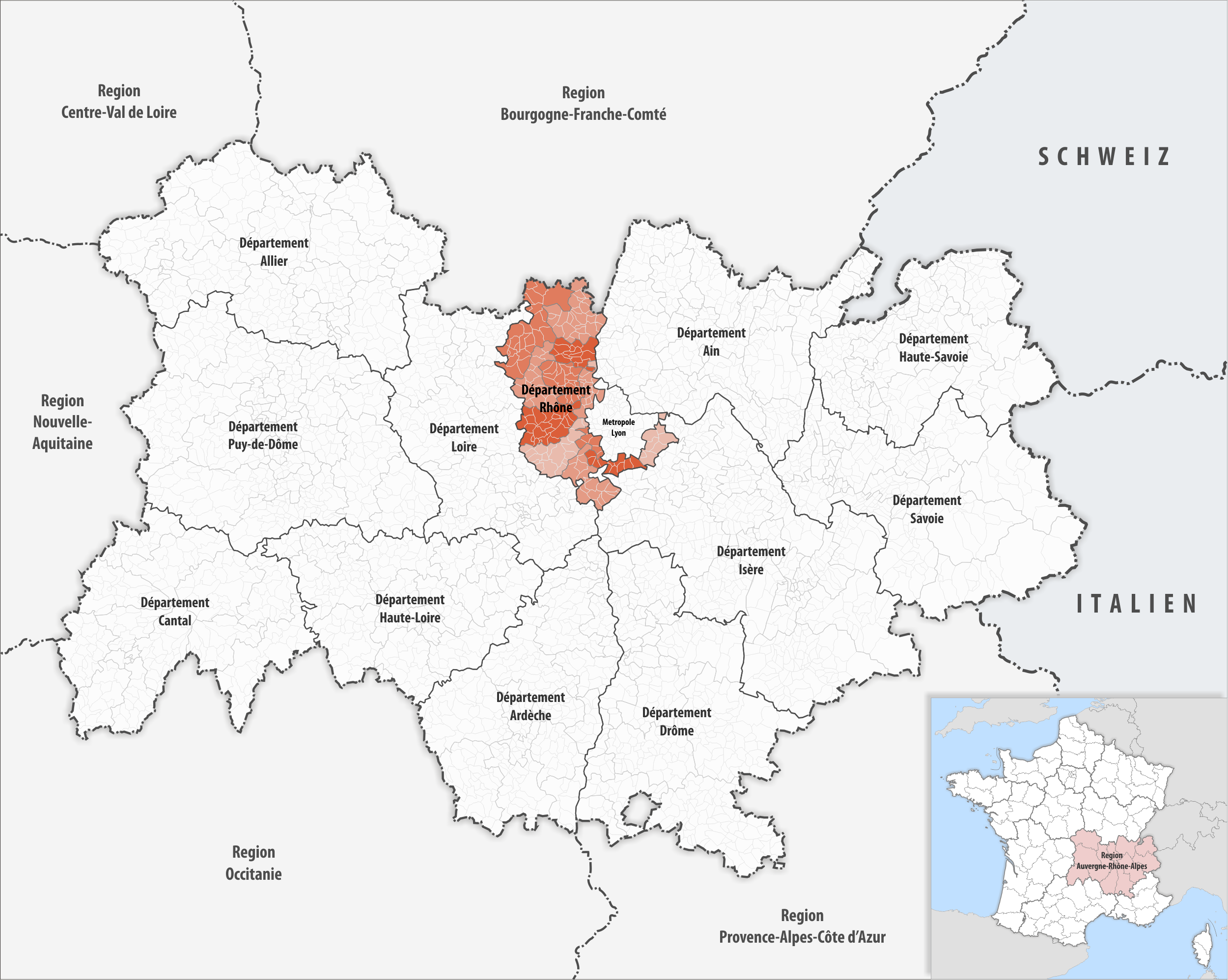
Lage des Départements Rhône in der Region Auvergne-Rhône-Alpes
Lage der Region Auvergne-Rhône-Alpes in Frankreich

## Liste
Bestand am 19. März 2022: 151
| Name deu / fra                                                     | Gemeinde / Lage                                | Typ (Untertyp)        | Bemerkungen                | Bild |
| ------------------------------------------------------------------ | ---------------------------------------------- | --------------------- | -------------------------- | ---- |
| Burg Albigny-sur-Saône Château d'Albigny-sur-Saône                 | Albigny-sur-Saône                              | Burg                  |                            |      |
| Schloss Ampuis Château d'Ampuis                                    | Ampuis 45,485911° N, 4,813263° O               | Schloss               |                            |      |
| Schloss l’Arbresle Château de l'Arbresle                           | L’Arbresle                                     | Schloss               |                            |      |
| Schloss Les Ardillats Château des Ardillats                        | Les Ardillats                                  | Schloss               |                            |      |
| Burg Arginy Château d'Arginy                                       | Charentay 46,082995° N, 4,689478° O            | Burg                  |                            |      |
| Schloss Avauges Château d'Avauges                                  | Saint-Romain-de-Popey 45,87027° N, 4,528056° O | Schloss               |                            |      |
| Schloss La Bachasse Château de la Bachasse                         | Sainte-Foy-lès-Lyon                            | Schloss               |                            |      |
| Schloss Bagnols Château de Bagnols                                 | Bagnols 45,916667° N, 4,608611° O              | Schloss               |                            |      |
| Schloss La Barge Château de la Barge                               | Grézieu-la-Varenne                             | Schloss               |                            |      |
| Schloss La Barollière Château de la Barollière                     | Limonest                                       | Schloss               |                            |      |
| Schloss Les Bassieux Château des Bassieux                          | Anse 45,933333° N, 4,703333° O                 | Schloss               |                            |      |
| Schloss La Bâtie Château de la Bâtie                               | Saint-Martin-en-Haut                           | Schloss               |                            |      |
| Schloss Beaujeu Château de Beaujeu                                 | Beaujeu                                        | Schloss               |                            |      |
| Burg Beauregard Château de Beauregard                              | Saint-Genis-Laval                              | Burg                  | Ruine                      |      |
| Schloss Berne Château de Berne                                     | Blacé                                          | Schloss               |                            |      |
| Schloss Bionnay Château de Bionnay                                 | Lacenas 45,990326° N, 4,651808° O              | Schloss               |                            |      |
| Schloss Bois Dieu Château de Bois Dieu                             | Lissieu                                        | Schloss               |                            |      |
| Schloss Le Bost Château du Bost                                    | Blacé                                          | Schloss               |                            |      |
| Festes Haus Bron Maison forte de Bron                              | Bron                                           | Schloss               |                            |      |
| Schloss Les Brosses Château des Brosses                            | Charbonnières-les-Bains                        | Schloss               |                            |      |
| Schloss Buffavent Château de Buffavent                             | Denicé                                         | Schloss               |                            |      |
| Burg Le Buisson Château du Buisson                                 | Fontaines-Saint-Martin                         | Burg                  |                            |      |
| Schloss La Bussière Château de La Bussière                         | Oullins                                        | Schloss               |                            |      |
| Schloss Bussy Château de Bussy                                     | Saint-Julien                                   | Schloss               |                            |      |
| Schloss Les Carbonnières Château des Carbonnières                  | Lacenas                                        | Schloss               |                            |      |
| Schloss La Carelle Château de La Carelle                           | Ouroux                                         | Schloss               |                            |      |
| Schloss Les Cartières Château des Cartières                        | Chaponost                                      | Schloss               |                            |      |
| Schloss La Chaize Château de la Chaize                             | Odenas                                         | Schloss               |                            |      |
| Burg Chamelet Château de Chamelet                                  | Chamelet                                       | Burg                  | Ruine                      |      |
| Schloss Champrenard Château de Champrenard                         | Blacé                                          | Schloss               |                            |      |
| Schloss Les Chances Château des Chances                            | Les Haies                                      | Schloss               |                            |      |
| Burg Charly Château de Charly                                      | Charly                                         | Burg                  |                            |      |
| Schloss Charnay Château de Charnay                                 | Charnay                                        | Schloss               | Heute das Rathaus (Mairie) |      |
| Schloss Chassagny Château de Chassagny                             | Chassagny                                      | Schloss               |                            |      |
| Burg Châtillon Château de Châtillon                                | Châtillon                                      | Burg                  | Ruine                      |      |
| Schloss Chazay Château de Chazay                                   | Chazay-d’Azergues                              | Schloss               |                            |      |
| Schloss Chénelette Château de Chénelette                           | Chénelette                                     | Schloss               |                            |      |
| Schloss Chessy Château de Chessy                                   | Chessy 45,887723° N, 4,624746° O               | Schloss               |                            |      |
| Schloss Chiel Château de Chiel                                     | Lucenay                                        | Schloss               |                            |      |
| Schloss Colombier Château de Colombier                             | Saint-Julien                                   | Schloss               |                            |      |
| Schloss La Combe Château de la Combe                               | Poule-les-Écharmeaux                           | Schloss               |                            |      |
| Burg Condrieu Château de Condrieu                                  | Condrieu                                       | Burg                  | Ruine                      |      |
| Schloss Corcelles-en-Beaujolais Château de Corcelles-en-Beaujolais | Corcelles-en-Beaujolais                        | Schloss               |                            |      |
| Schloss Courbeville Château de Courbeville                         | Chessy                                         | Schloss               |                            |      |
| Schloss Cruix Château de Cruix                                     | Theizé                                         | Schloss               |                            |      |
| Schloss Cruzol Château de Cruzol                                   | Lentilly                                       | Schloss               |                            |      |
| Schloss Cuire Château de Cuire                                     | Caluire-et-Cuire                               | Schloss               |                            |      |
| Schloss La Damette Château de la Damette                           | Irigny                                         | Schloss               |                            |      |
| Schloss Dommartin Château de Dommartin                             | Dommartin                                      | Schloss               |                            |      |
| Schloss La Duchère Château de la Duchère                           | Lyon                                           | Schloss               | Abgerissen 1972/73         |      |
| Schloss L’Éclair Château de l'Éclair                               | Liergues                                       | Schloss               |                            |      |
| Festes Haus Épeisses Maison forte d'Épeisses                       | Vourles                                        | Burg (Festes Haus)    |                            |      |
| Schloss Espagne Château d'Espagne                                  | Saint-Julien                                   | Schloss               |                            |      |
| Schloss Fenoyl Château de Fenoyl                                   | Sainte-Foy-l’Argentière                        | Schloss               |                            |      |
| Schloss La Ferrandière Château de la Ferrandière                   | Lyon                                           | Schloss               |                            |      |
| Schloss La Ferrière Château de la Ferrière                         | Charbonnières-les-Bains                        | Schloss               |                            |      |
| Schloss La Flachère Château de la Flachère                         | Saint-Vérand                                   | Schloss               |                            |      |
| Schloss La Fontaine Château de la Fontaine                         | Anse                                           | Schloss               |                            |      |
| Schloss Foudras Château de Foudras                                 | Charly                                         | Schloss               |                            |      |
| Schloss Fougères Château de Fougères                               | Poule-les-Écharmeaux                           | Schloss               |                            |      |
| Burg Francheville Château de Francheville                          | Francheville                                   | Burg                  | Ruine                      |      |
| Schloss Fromente Château de Fromente                               | Saint-Didier-au-Mont-d’Or                      | Schloss               |                            |      |
| Schloss La Gallée Château de La Gallée                             | Millery                                        | Schloss               |                            |      |
| Schloss Ganelon Château de Ganelon                                 | Chénelette                                     | Schloss               | Abgegangen                 |      |
| Festes Haus Les Grand’Maisons Maison forte des Grand'Maisons       | Cogny                                          | Burg (Festes Haus)    |                            |      |
| Schloss Le Grand Perron Château du Grand Perron                    | Pierre-Bénite                                  | Schloss               |                            |      |
| Schloss L’Hestrange Château de l'Hestrange                         | Blacé                                          | Schloss               |                            |      |
| Schloss Irigny Château d'Irigny                                    | Irigny                                         | Schloss               |                            |      |
| Festes Haus L’Izérable Maison forte de l'Izérable                  | Morancé                                        | Burg (Festes Haus)    |                            |      |
| Schloss Janzé Château de Janzé                                     | Marcilly-d’Azergues                            | Schloss               |                            |      |
| Burg Jarnioux Château de Jarnioux                                  | Jarnioux                                       | Burg                  |                            |      |
| Schloss La Jayère Château de la Jayère                             | Lyon                                           | Schloss               |                            |      |
| Schloss Le Jonchay Château du Jonchay                              | Anse                                           | Schloss               |                            |      |
| Schloss Le Jonchy Château du Jonchy                                | Saint-Julien                                   | Schloss               |                            |      |
| Schloss Joux Château de Joux                                       | Joux                                           | Schloss               |                            |      |
| Schloss Lacroix-Laval Château de Lacroix-Laval                     | Marcy-l’Étoile                                 | Schloss               |                            |      |
| Schloss Laye Château de Laye                                       | Saint-Georges-de-Reneins                       | Schloss               |                            |      |
| Schloss Lissieu Château de Lissieu                                 | Lissieu                                        | Schloss               |                            |      |
| Schloss Longchêne Château de Longchêne                             | Saint-Genis-Laval                              | Schloss               |                            |      |
| Schloss Longsard Château de Longsard                               | Arnas                                          | Schloss               |                            |      |
| Schloss Lumagne Château de Lumagne                                 | Saint-Genis-Laval                              | Schloss               |                            |      |
| Schloss Machy Château de Machy                                     | Chasselay                                      | Schloss               |                            |      |
| Schloss Magny Château de Magny                                     | Cublize                                        | Schloss               |                            |      |
| Schloss Malval Château de Malval                                   | Denicé                                         | Schloss               |                            |      |
| Schloss Marzé Château de Marzé                                     | Alix                                           | Schloss               |                            |      |
| Schloss Le Mas Château du Mas                                      | Bessenay                                       | Schloss               |                            |      |
| Schloss Ménival Château de Ménival                                 | Lyon                                           | Schloss               |                            |      |
| Schloss Montauzan Château de Montauzan                             | Lacenas                                        | Schloss               |                            |      |
| Schloss Montlys Château de Montlys                                 | Saint-Cyr-sur-le-Rhône                         | Schloss               |                            |      |
| Schloss Montmelas Château de Montmelas                             | Montmelas-Saint-Sorlin                         | Schloss               |                            |      |
| Schloss Le Mont d’Or Château du Mont d'Or                          | Saint-Didier-au-Mont-d’Or                      | Schloss               |                            |      |
| Schloss Morel Château Morel                                        | Blacé                                          | Schloss               |                            |      |
| Schloss La Motte Château de La Motte                               | Lyon                                           | Schloss               |                            |      |
| Schloss Mouterde Château Mouterde                                  | Saint-Didier-au-Mont-d’Or                      | Schloss               |                            |      |
| Burg Oingt Donjon d'Oingt                                          | Oingt                                          | Burg (Donjon)         |                            |      |
| Herrenhaus Parsonge Manoir de Parsonge                             | Dardilly                                       | Schloss (Herrenhaus)  |                            |      |
| Schloss Perret Château-Perret                                      | Collonges-au-Mont-d’Or                         | Schloss               |                            |      |
| Schloss Le Petit Perron Château du Petit Perron                    | Pierre-Bénite                                  | Schloss               |                            |      |
| Schloss La Pierre Château de la Pierre                             | Régnié-Durette                                 | Schloss               |                            |      |
| Festes Haus Le Pin Maison forte du Pin                             | Morancé                                        | Burg (Festes Haus)    |                            |      |
| Schloss Pizay Château de Pizay                                     | Saint-Jean-d’Ardières                          | Schloss               |                            |      |
| Schloss Le Plantin Château du Plantin                              | Chasselay                                      | Schloss               |                            |      |
| Schloss Pluvy Château de Pluvy                                     | Saint-Symphorien-sur-Coise                     | Schloss               |                            |      |
| Schloss Ponchon Château de Ponchon                                 | Régnié-Durette                                 | Schloss               |                            |      |
| Schloss Pouilly-le-Châtel Château de Pouilly-le-Châtel             | Denicé                                         | Schloss               |                            |      |
| Schloss Pramenoux Château de Pramenoux                             | Lamure-sur-Azergues                            | Schloss               |                            |      |
| Festes Haus Pravieux Maison forte de Pravieux                      | Chaponost                                      | Burg (Festes Haus)    |                            |      |
| Schloss Pravins Château de Pravins                                 | Blacé                                          | Schloss               |                            |      |
| Burg Pusignan Château de Pusignan                                  | Pusignan                                       | Burg                  | Ruine                      |      |
| Schloss Rajat Château de Rajat                                     | Saint-Pierre-de-Chandieu                       | Schloss               |                            |      |
| Schloss Rapetour Château de Rapetour                               | Theizé                                         | Schloss               |                            |      |
| Schloss Les Ravatys Château des Ravatys                            | Saint-Lager                                    | Schloss               |                            |      |
| Schloss Le Razat Château du Razat                                  | Vernaison                                      | Schloss               |                            |      |
| Schloss La Rigodière Château de la Rigodière                       | Saint-Julien                                   | Schloss               |                            |      |
| Herrenhaus La Rivette Maison La Rivette                            | Caluire-et-Cuire                               | Schloss (Herrenhaus)  |                            |      |
| Schloss La Roche Château de la Roche                               | Jullié                                         | Schloss               |                            |      |
| Schloss Rochebonne Château de Rochebonne                           | Theizé                                         | Schloss               |                            |      |
| Schloss Rochetaillée-sur-Saône Château de Rochetaillée-sur-Saône   | Rochetaillée-sur-Saône                         | Schloss               |                            |      |
| Schloss La Rochette Château de la Rochette                         | Caluire-et-Cuire                               | Schloss               |                            |      |
| Schloss Ronno Château de Ronno                                     | Ronno                                          | Schloss               |                            |      |
| Schloss La Ronze Château de La Ronze                               | Poule-les-Écharmeaux                           | Schloss               |                            |      |
| Schloss Le Rozay Château du Rozay                                  | Condrieu                                       | Schloss               |                            |      |
| Schloss Saint-André du Coing Château de Saint-André du Coing       | Saint-Didier-au-Mont-d’Or                      | Schloss               |                            |      |
| Schloss Sain-Bel Château de Sain-Bel                               | Sain-Bel                                       | Schloss               |                            |      |
| Schloss Saint-Bonnet Château de Saint-Bonnet                       | Chevinay                                       | Schloss               |                            |      |
| Burg Saint-Cyr Château de Saint-Cyr                                | Saint-Cyr-au-Mont-d’Or                         | Burg                  |                            |      |
| Schloss Saint-Lager Château de Saint-Lager                         | Saint-Lager                                    | Schloss               |                            |      |
| Schloss Saint-Priest Château de Saint-Priest                       | Saint-Priest                                   | Schloss               |                            |      |
| Schloss Saint-Trys Château de Saint-Trys                           | Anse                                           | Schloss               |                            |      |
| Schloss Sandar Château de Sandar                                   | Limonest                                       | Schloss               |                            |      |
| Schloss Sans-Souci Château de Sans-Souci                           | Limonest                                       | Schloss               |                            |      |
| Schloss Savigny Château de Savigny                                 | Blacé                                          | Schloss               |                            |      |
| Schloss Sermezy Château de Sermezy                                 | Charentay                                      | Schloss               |                            |      |
| Schloss Le Sou Château du Sou                                      | Lacenas                                        | Schloss               |                            |      |
| Schloss Le Grand Talancé Château du Grand Talancé                  | Denicé                                         | Schloss               |                            |      |
| Schloss Le Petit Talancé Château du Petit Talancé                  | Denicé                                         | Schloss               |                            |      |
| Burg Ternand Château de Ternand                                    | Ternand                                        | Burg                  | Ruine                      |      |
| Schloss Thizy Château de Thizy                                     | Thizy                                          | Schloss               |                            |      |
| Schloss La Tour Château de La Tour                                 | Saint-Genis-Laval                              | Schloss               |                            |      |
| Schloss Les Tours Château des Tours                                | Anse                                           | Schloss               |                            |      |
| Schloss Le Tourvéon Château du Tourvéon                            | Collonges-au-Mont-d’Or                         | Schloss               |                            |      |
| Schloss La Trolanderie Château de la Trolanderie                   | Curis-au-Mont-d’Or                             | Schloss               |                            |      |
| Schloss Vallières Château de Vallières                             | Saint-Georges-de-Reneins                       | Schloss               |                            |      |
| Burg Les Valois Tour des Valois                                    | Sainte-Colombe-lès-Vienne                      | Burg (Turm)           | Ruine                      |      |
| Schloss La Valsonnière Château de la Valsonnière                   | Saint-Genis-l’Argentière                       | Schloss               |                            |      |
| Schloss La Valsonnière Château de la Valsonnière                   | Saint-Just-d’Avray                             | Schloss               |                            |      |
| Schloss Varax Château de Varax                                     | Marcilly-d’Azergues                            | Schloss               |                            |      |
| Schloss La Vènerie Château de la Vènerie                           | Denicé                                         | Schloss               |                            |      |
| Schloss Vernaux Château de Vernaux                                 | Lucenay                                        | Schloss               |                            |      |
| Schloss Le Vivier Château du Vivier                                | Écully                                         | Schloss               |                            |      |
| Festes Haus Vourles Maison forte de Vourles                        | Vourles                                        | Schloss (Festes Haus) |                            |      |